# Metody kognitywne w literaturoznawstwie
Metody kognitywne są unowocześnionymi odmianami metod gramatyczno-tłumaczeniowych, opartych na założeniu, że znając system gramatyczny danego języka, będziemy w stanie tworzyć w nim nieograniczoną liczbę oryginalnych zdań

## Wprowadzenie

### Kognitywistyka i jej działy
Kognitywistyka (nauki kognitywne, ang. cognitive sciences) narodziła się w latach 70. XX wieku wraz z rozwojem nauk informatycznych i teorii informacji. Jest to nauka interdyscyplinarna, zajmująca się wiedzą o ludzkim poznaniu, obejmująca m.in. takie dyscypliny, jak informatyka, neurobiologia, językoznawstwo, psychologia. Wspólne tym wszystkim dziedzinom jest zainteresowanie, w jaki sposób człowiek wytwarza, przetwarza i wykorzystuje wiedzę oraz tworzy jej reprezentacje w umyśle. Ponadto nauki kognitywne podejmują zagadnienia percepcji, świadomości i inteligencji oraz kwestię wpływu doświadczeń cielesnych na mechanizmy i struktury poznawcze. Ustalenia kognitywistów, zwłaszcza psychologów poznawczych i językoznawców, stały się bodźcem do zrewidowania teorii oraz metod badań funkcjonujących w innych naukach, w tym w szeroko rozumianej humanistyce. Obecnie kognitywizm jako metodologia wykorzystywany jest także w glottodydaktyce, translatoryce, teorii filmu i literaturoznawstwie.

### Kognitywne podejście do badań literaturoznawczych – poetyka kognitywna
Nauki kognitywne dały asumpt zarówno do teoretycznych refleksji nad funkcjami literatury, jak i empirycznych analiz konkretnych tekstów przy użyciu metod zaczerpniętych głównie z językoznawstwa kognitywnego. W ramach ujęć teoretycznych powstały m.in. prace na temat adaptacyjnej (w sensie ewolucyjnym) roli literatury, w szczególności baśni oraz poznawczej i społecznej funkcji fikcji literackiej i narracji. Empiryczne badania nad tekstami literackimi rozwijają się jednak głównie w ramach tzw. poetyki kognitywnej. Jest to stosunkowo młoda, interdyscyplinarna dziedzina, która nie jest tożsama z tradycyjną poetyką definiowaną jako dział nauki o literaturze obejmujący genologię, stylistykę i wersologię.

#### Pochodzenie i nazwa
Poetyka kognitywna narodziła się jako odrębna gałąź kognitywistyki w latach 90. XX wieku w Stanach Zjednoczonych. Sama nazwa została użyta precyzyjnie po raz pierwszy przez Reuvena Tsura w odniesieniu do badań pomiędzy poezją a percepcją. Częściej jednak za pomocą tego terminu określa się wszelkie badania literaturoznawcze, które czerpią metodologiczne inspiracje z kognitywizmu i jego ustaleń.

#### Przedmiot zainteresowań i powiązania z innymi dziedzinami
Poetyka kognitywna bada, w jaki sposób czytelnik rozumie i odbiera tekst literacki. Centralnym zagadnieniem tej dyscypliny jest zatem naturalny proces czytania wyrażony za pomocą triady autor – tekst – czytelnik. Narzędzia badawcze poetyka kognitywna czerpie z językoznawstwa kognitywnego i psychologii poznawczej. Z tradycyjnie wyodrębnianych działów literaturoznawstwa poetyka kognitywna łączy się natomiast najściślej ze stylistyką, przez co bywa określana również jako „stylistyka kognitywna”. Językoznawstwo i psychologia kognitywna przyjmują, że podstawą wszelkich procesów poznawczych, w tym konstruowania pojęć i znaczeń, jest ucieleśnienie naszych doświadczeń – postrzegamy świat przez pryzmat cielesnych bodźców, a zebrane doświadczenia przekształcamy w rozmaite reprezentacje mentalne, schematy i struktury wiedzy. Podstawowym założeniem poetyki kognitywnej, podobnie jak wymienionych pokrewnych dziedzin, jest to, że wszystkie środki wyrazu i świadoma percepcja wiążą się z uwarunkowaniami biologicznymi człowieka i „ucieleśnionym” umysłem. Fakt, że postrzegamy różne zjawiska przez pryzmat doświadczeń fizycznych i fizjologicznych, oddziałuje na nasz język, a przez to i na tworzone za jego pomocą teksty, w tym literaturę. W ujęciu omawianej dyscypliny tekst literacki jest wytworem nie tyle szczególnej (artystycznej) odmiany języka, lecz raczej stanowi przejaw specyficznego natężenia powszechnie dostępnych możliwości oferowanych przez język. Kognitywizm uzasadnia zatem, że prezentacja własnych przeżyć i nastrojów oraz fascynacja językiem przejawiana przez podmiot liryczny bądź narratora, mimo subiektywizmu, może być podzielana i rozumiana przez czytelnika z racji wspólnego zakorzenienia biologicznego i kulturowego. Indywidualny język autora, specyfikę jego literackiej wypowiedzi oraz sposób obrazowania można przedstawić w kategoriach społecznego funkcjonowania języka i właściwych każdemu człowiekowi mechanizmów poznawczych. Poetyka kognitywna ma zatem wymiar językoznawczo-psychologiczny, jednak nie traci łączności z ogólną teorią poznania oraz teorią i filozofią literatury, w wyniku czego umożliwia kompleksowy ogląd odbioru dzieła. Tekst literacki umieszczony zostaje w szerokim kontekście kulturowych, doświadczeniowych i tekstowych uwarunkowań dotyczących realnych czytelników.

#### Najważniejsi przedstawiciele

##### Badacze amerykańscy i anglojęzyczni
Do amerykańskich przedstawicieli poetyki kognitywnej, a także szeroko rozumianego kognitywizmu w badaniach literackich należą między innymi: P. Stockwell, R. Abelson, M. Burke, I. Jaen, A. Richardson, H. Mancing, R. Tsur. Są to autorzy podręczników akademickich, opracowań teoretycznych oraz artykułów prezentujących aplikację wybranych metod kognitywnych do badań utworów literackich.

##### Badacze polscy
W Polsce głównymi badaczkami stosującymi metody kognitywne w badaniach literackich (głównie w teorii przekładu i analizie języka artystycznego) są Elżbieta Tabakowska oraz Iwona Nowakowska-Kempna. Kilka artykułów na temat metafor i przestrzeni mentalnych w tekstach poetyckich napisała również Agnieszka Libura. Ponadto ukazały się zacytowane już tomy zbiorowe – Kognitywizm w poetyce i stylistyce oraz Powiedzieć świat, zawierające analityczne prace różnych autorów.

#### Kierunki rozwoju poetyki kognitywnej
Różne szkoły poetyki kognitywnej kładą nacisk bądź na stylistykę i retorykę dzieła literackiego, bądź na reprezentację w tekście struktur pojęciowych. W Ameryce dziedzina ta jest nierozerwalnie złączona z językoznawstwem kognitywnym, a ponieważ prace tamtejszych badaczy silnie oddziałują na innych literaturoznawców, również w Polsce, przedstawiciele tego nurtu wykorzystują w analizie pojęcia lingwistyczne, tym bardziej że uwzględnienie właściwości językowych tekstu zawsze było elementem warsztatu literaturoznawcy. Najważniejszymi zagadnieniami są zatem: metafora rozumiana jako narzędzie poznawcze, struktury pojęciowe (w tym schematy wyobrażeniowe i amalgamaty) oraz kwestie referencji. Ponadto w Europie badacze skupiają się również na reprezentacji świata w utworze, obrazowaniu literackim, narratologii i sposobach percepcji dzieła. Coraz więcej prac poświęca się również kognitywnej teorii przekładu.

### Instrumentarium badawcze
Ponieważ w kognitywnej analizie dzieła literackiego wykorzystuje się głównie narzędzia lingwistyczne oraz terminy z zakresu psychologii poznawczej, w kolejnych punktach przedstawione zostały pojęcia charakterystyczne dla tych dziedzin wraz z ich odniesieniami do literaturoznawstwa i przykładami konkretnych zastosowań w badaniach.

## Figury i tła
„Układ figura-tło jest niezwykle ważną ideą w językoznawstwie kognitywnym […]”.
Korzenie tych pojęć sięgają go psychologii postaci, według której podczas obserwacji pola widzenia ludzie zawsze postrzegają pewne elementy sceny jako bardziej wyraźne niż inne. Element pierwszoplanowy zwany jest figurą, zaś mniej wyraziste elementy scenerii tworzą tło. Poznawcza zdolność umysłu do rozróżniania figury i tła znajduje odbicie w języku – w sposobie konstrukcji sceny, czyli zakodowanej językowo jednostce doświadczenia przestrzennego.
Idea ta wiąże się z literaturoznawczym pojęciem pierwszoplanowości (niektóre elementy tekstów są uważane za ważniejsze od innych). Metodami nadawania pierwszoplanowości są np. innowacje literackie i twórcza ekspresja.
Figura – to zwykle ta część pola tekstu, która charakteryzuje się jedną lub kilkoma właściwościami stylistycznymi (nadają one figurze wyrazistość):
- postrzegana jest jako niezależny obiekt lub cecha (wyraźnie granice oddzielają ją od tła),
- poprzedza tło w czasie i przestrzeni,
- porusza się względem nieruchomego tła,
- element, który oderwał się od tła, wyłania się z niego,
- jest ponad lub przed pozostałymi elementami[23].

Postacie literackie:
- figury na tle scenerii,
- mają granice wytyczone imionami,
- wykazują lub wykształcają w sobie konkretne cechy,
- znajdują się w centrum narracji,
- poruszają się w rozmaitych sceneriach,
- poruszają się względem tła: przestrzennie lub czasowo, jakościowo – kiedy ewoluują jako osoby[24].

### Przykład
Powieść Charlesa Dickensa David Copperfield – istotne elementy życia bohatera, które wpływają na jego historię, zostają wysunięte na plan pierwszy poprzez umieszczenie ich przez autora w tytule rozdziałów.
- Defamiliaryzacja tematu – chwyt udziwnienia, polega na wyobcowaniu czytelnika „względem pewnych aspektów świata”, w celu ukazania mu go na nowo, w oryginalny sposób.

Środki służące nadaniu pierwszoplanowości w tekście: powtórzenia, oryginalne nazewnictwo, nowatorskie opisy, szyk zdaniowy, gra słowna, rym, metafora itd.
- Dewiacyjność- odchylenia od ogólnie przyjętego języka, kierują one uwagę czytelnika na inne aspekty, co w efekcie powoduje ich uwypuklenie.
- Dominanta – formalna cecha tekstu; element odgrywający główną rolę, przykuwający uwagę czytelnika. Np. schemat rymowy sonetu, aliteracja, absurdalność sytuacji (np. Paragraf 22 Josepha Hellera) czy moment ciszy w dramatach Harolda Pintera.

#### Lektura tekstu
Czytelnik w procesie lektury wciąż koncentruje się na nowo, aby móc śledzić relacje figura-tło. Zagadnieniem tym zajmuje się psychologia poznawcza. Sformułowano pięć pytań dotyczących badania uwagi skierowanej na pole widzenia:
- Jak reprezentowana jest przestrzeń?
- Co jest obiektem?
- Co decyduje o kształcie światła punktowego?
- Jak przebiega selekcja w centrum uwagi?
- Jak przebiega selekcja między obiektami?

## Pojmowanie literatury
Peter Stockwell w swojej książce „Poetyka kognitywna” pisze o doznawaniu literatury jako o „racjonalnym dokonywaniu wyborów i twórczym konstruowaniu znaczenia”. Wspomina także o uczuciowym aspekcie lektury (emocje towarzyszące czytaniu tj. śmiech, dreszcz. Terminem pojmowanie określa on poznawczą i uczuciową imaginatywną projekcję – istotny aspekt literatury.

### Doznawanie narracji literackich
Czytelnik, ulegając przeniesieniu, dostosowuje się do warunków, przybiera odpowiednie cechy, nastawienie, poglądy itp., po to, by zrozumieć ukazany świat.
Pojmowanie według Petera Stockwella przebiega dwuetapowo (model KI):
– etap I: konstrukcja (tworzenie makrostrukturalnej reprezentacji),
– etap II: integracja („poznawcze wymogi spójności, relewancji i znaczenia zostają zaspokojone przez odrzucenie lokalnych inkoherencji na rzecz globalnie spójnej reprezentacji”).
„Model KI formułuje […] koncepcję sieci wiedzy skojarzeniowej, obejmujące sądy logiczne, ramy i schematy, dość luźno zbudowanej i organizowanej chaotycznie przez skojarzenia”.

### Pojmowanie narracji – teoria ram kontekstowych
Rama kontekstowa to „mentalna reprezentacji okoliczności, które zawierają aktualny kontekst”.
Wymontowując obraz z jednej ramy, wmontowujemy go w drugą, np. bohatera kojarzymy z pierwszą sceną, a potem z kolejnymi. Ramę aktualnie monitorowaną nazywamy wysuniętą, w nią wmontowywane są w danym momencie obserwowane elementy (postacie, obiekty). W czasie montowania, odkrywania i przesuwania ramy ulegają modyfikacjom. Pojęcie odtwórcy ułatwia monitorowanie ewoluujących stanów umysłu bohatera. „Tekst może obejmować wielu odtwórców pojedynczej postaci – jej wersji w różnych momentach narracji”.

## Schematy wyobrażeniowe
Schemat wyobrażeniowy – abstrakcyjna reprezentacja pojęciowa wyrastająca bezpośrednio z naszych codziennych kontaktów ze światem zewnętrznym i wykorzystywana do interpretacji codziennych sytuacji. Schematy wyobrażeniowe wywodzą się z doświadczeń percepcyjnych. Są ucieleśnione: np. grawitacja powoduje spadanie przedmiotów, a ludzie (z racji swojej pionowej postawy) muszą się pochylać, aby je podnosić. Na podstawie tego fizycznego doświadczenia powstaje znaczenie abstrakcyjnego schematu GÓRA-DÓŁ. Istnieją również inne schematy, np. PODRÓŻNIK, POJEMNIK, PRZEWÓD. Figurę w schemacie wyobrażeniowym nazywamy trajektorem, a element, z którym wchodzi ona w relację – landmarkiem.
Schematy w poetyce kognitywnej wiążą się z takimi pojęciami, jak magnesy i hamowanie powrotu.
Magnesy – środki służące do przyciągania (ciągłego) uwagi czytelnika.
Hamowanie powrotu – utrata uwagi.
Funkcję schematów wyobrażeniowych mogą pełnić przyimki.

### Przykład
Literackie zastosowania schematu PONAD (over) reprezentują różne drogi pokonywane przez trajektor w stosunku do landmarka:
Over hill, over dale, / Nad wzgórzem i nad doliną,
Through bush, through briar [...] / Przez zarośla, przez ogrody [...]
(William Shakespeare, A Midsummer Night’s Dream)
Ted Hughes Hill-stone was content (Kamień był kontent, Tłumaczenie: Anna Skucińska):
To be cut, to be carted
And fixed in its new place.
It let itself be conscripted into mills. And it stayed in position
Defending this slavery against all.
It forgot its wild roots
Its earth-song
In cement and the drum-song of looms.
And inside the mills mankind
With bodies that came and went
Stayed in position, fixed like the stones
Trembling in the song of the looms.
And they too became four-cornered, stony
In their long, darkening, dwindling stand
Against the guerrilla patience
Of the soft hill water.
Wycięty, przewieziony
I umocowany na swym nowym miejscu.
Pozwolił, by go zwerbowani
Do tkalni. I trwał na pozycji,
Bronić tej niewoli przeciw wszystkiemu
Zapomniał o swych dzikich korzeniach,
Swej zimnej pieśni,
W cemencie i werblowej pieśni krosien.
A wewnątrz tkalni ludzkość
O ciałach, co przychodziły i odchodziły,
Trwała na pozycji, umocowana jak kamienie
Drgające w pieśni krosien.
I one też stały się czworokątne, kamienne
W długim, mroczniejącym, słabnącym trwaniu
Przeciw partyzanckiej cierpliwości
Cichej wody.
Magnesy:
- Personifikacja w tytule i tekście,
- Odchylenie – niezwykłe metafory: dzikich korzeniach, zimnej pieśni,
- Rola czynnych i biernych form gramatycznych:
  - zdanie rozpoczęte w tytule kończy się wraz z pierwszą strofą,
  - druga strofa: dwa krótkie zdania,
  - trzecia: jedno zdanie,
  - w każdym ze zdań mowa o kamieniu – figurze na tle innych elementów utworu,
  - kolejne zdania są już dłuższe – proces czytania staje się wolniejszy (dążąc do końcowej „wody”);
- zaburzenia: transpozycje figury-tła: początkowo figurą jest kamień, później: cechy uprzemysławiającego się społeczeństwa wysuwają się na plan pierwszy i zostają przypisane kamieniowi. W utworze zastosowano odwrócenie ról: człowiek-kamień, figura-tło.
- przyimki:
  - schemat wyobrażeniowy „do wewnątrz” (into): trajektor wyrusza z pozycji znajdującej się poza landmarkiem, aby spocząć w landmarku;
  - schemat wyobrażeniowy „przeciwko” (against): trajektor zbliża się do landmarka tak, że ostatecznie go blokuje.

Czytelnik posiadający kompetencję literacką, przyzwyczajony do pewnych schematów, traci zainteresowanie literaturą powielającą je.

## Skrypty
Skrypt – struktura pamięciowa zaczerpnięta z pamięci, pomaga w rozumieniu wypowiedzi. Społecznie i kulturowo wyznaczany protokół mentalny, np. wizyta w pubie. Skrypty są wyuczone, dopracowywane w wyniku doświadczeń, pomagają odnaleźć się w sytuacji.
- Rodzaje skryptów:
  - sytuacyjny,
  - osobisty (zachowanie się np. męża, żony),
  - instrumentalny (np. włączanie komputera, rozpalanie grilla)[40].

W doborze odpowiedniego skryptu podczas lektury dowolnego tekstu pomagają nam nagłówki.
- Typy nagłówków w pisemnym dyskursie:
  - warunkujące – odniesienia, są warunkiem koniecznym do zastosowania danego skryptu,
  - instrumentalne – odniesienia do działań, które są środkiem do realizacji danego skryptu,
  - miejsca akcji – odniesienia do scenerii, w której dany skrypt ma zastosowanie,
  - wewnętrznej konceptualizacji – odniesienia do działania/roli uwzględnionych w danym skrypcie[40].

Skrypt zbudowany jest z okienek, które w danej sytuacji uważamy za odpowiednie, np. rekwizyty, uczestnicy, rezultaty, kolejność zdarzeń.
- Sposoby ewoluowania skryptów:
  - akumulacja – dodawanie nowych faktów,
  - regulacja – modyfikowanie faktów lub relacji,
  - restrukturyzacja – tworzenie nowych skryptów[41].
- Zawiadywanie skryptami:
  - restrukturyzacja wiedzy – tworzenie nowych schematów na podstawie starych,
  - zachowywanie schematu – fakty pasują do istniejącej wiedzy schematycznej,
  - wzmacnianie schematu – fakty są nowe, ale umacniają wiedzę schematyczną,
  - akumulacja schematu – nowe fakty są dodawane do istniejącego schematu,
  - zakłócenie schematu – pojawia się wyzwanie: dewiacyjność pojęciowa,
  - odświeżenie schematu – zostaje on skorygowany, elementy ulegają przeróbkom[42].

W literaturze odnajdziemy trzy dziedziny, w których omawiane schematy znajdują rację bytu: schematy świata (dotyczą treści), tekstu (oczekiwania w stosunku do sposobu, „w jaki schematy świata ukazują się nam w swoim uporządkowaniu i organizacji strukturalnej”) i języka („pogląd na właściwe formy językowego ukształtowania i stylu”).

### Przykład
Poemat The Dream of the Rood (Sen o Drzewie) z IX/X wieku. Próba odczytania utworu przez Petera Stockwella.
Mamy tutaj do czynienia z trzeciorzędową anomalią mówiącego drzewa. Przy wstecznym downgradzie (poszukiwaniu rozwiązań w wiedzy schematycznej) – anomalia (mówiące drzewo) jest częścią opowieści o śnie, przy downgradowaniu w przód – figura personifikacji jest znana, można ją bez trudno zidentyfikować. Wiemy, że należy wykorzystać do analizy tego utworu schemat literacki. Połączenie konwencjonalnego schematu snu z konwencjonalnym schematem literackim jest według badacza możliwością podtrzymania podwójnej perspektywy w poemacie.
Wymagana wiedza schematyczna/znajomość schematów: śmierci Chrystusa, głównych tez wiary chrześcijańskiej. Następuje w utworze zasadnicza zmiana w stosunku do schematów znanych czytelnikowi – krzyż staje się narzędziem i świadkiem męki, pierwszoosobowym narratorem. Mowa krzyża zaburza nasze (czytelników) oczekiwania co do jego roli. Pojawia się jednak w utworze powrót do ludzkiej narracji – śniącego. Jak podsumowuje P. Stockwell: „Potencjalne zakłócenie w pierwszej części The Dream of the Rood znajduje rozwiązanie nie w odświeżeniu schematu, ale w jego potężnym wzmocnieniu”.

## Prototypy i kategorie pojęciowe
Teoria prototypów jest ściśle związana z pojęciem kategoryzacji. Kategoryzacja to grupowanie postrzeganych obiektów w umyśle na zasadzie podobieństwa w celu oszczędności poznawczej – zamiast osobno składować informacje na temat każdego bodźca, człowiek nauczył się je łączyć. Najważniejszy jest poziom podstawowy kategoryzacji, gdyż zawiera najwięcej informacji.
Ludzie myślą zatem w kategoriach poziomu podstawowego (np. pies – poziom podstawowy, konkretna rasa – poziom niższy, SSAK, ZWIERZĘ – poziomy wyższe). Najlepszy przedstawiciel danej kategorii (zawierający najwięcej jej reprezentatywnych cech – np. w przypadku PTAKA – ‘lata’, ‘ma skrzydła i pióra’ itp.) nazywany jest prototypem. W literaturze dzięki odróżnianiu tych poziomów wykorzystujemy nadmierną (lub niedostateczną) specyfikację, która służy do wyrażania sarkazmu i szyderstwa.
Z czasem kognitywiści rozwinęli teorię kategoryzacji i ustalili, że mają one strukturę radialną – kategoria jest układem elementów tworzących sieć radialną, obejmującą centralne przykłady, poboczne i peryferyjne. Granice kategorii są rozmyte.
Pojęcie prototypu można przedstawić na przykładzie kategorii mebli. Taboret ma w pierwszej kolejności wspólne atrybuty z krzesłem, nieco mniej do niego podobny jest fotel, a najbardziej odbiegają od niego kanapa czy parkowa ławka, mimo że wszystkie te przedmioty służą do siedzenia i są elementami jednego zbioru. Elementy kategorii połączone są więc za pomocą ogniw łańcucha, które z kolei tworzą podobieństwo rodzinne. Podobnymi zasadami rządzi się literatura. Na przykład odmienne teksty mogą należeć do tego samego gatunku, tworząc jedną kategorię.
Rozpoznawanie kategorii to proces dwuetapowy:
- holistyczne spojrzenie na kategorię jako obiekt,
- analityczna dekompozycja tego obiektu na odrębne, ale powiązane z sobą podklasy.

Podobnym procesem jest czytanie literatury:
- akt interpretacji: spojrzenie na dzieło jako całość,
- odczytywanie: krytyczna analiza i dyskusja.

### Modele poznawcze
Jeśli obiekt przejmuje atrybuty z innych kategorii, tworzy się model pojęciowy (model poznawczy).
Model poznawczy – wyidealizowany i uogólniony wzorzec, który objawia się lub aktualizuje w różnych wyrażeniach językowych. Takie struktury pomagają nam porządkować wiedzę i rozumienie świata, ponieważ składają się z relacji pomiędzy kategoriami (wyznaczanych społecznie i kulturowo, a także biorąc pod uwagę indywidualne doświadczenie).
Modele kulturowe – wspólne modele poznawcze, określone na zasadzie zależności kontekstowej.
Modele, podobnie jak schematy i skrypty, są wykorzystywane w interpretacji tekstów literackich i poszczególnych gatunków. Postrzeganie gatunków Peter Stockwell uważa za kwestię poznawczą, zależną od czynników społeczno-kulturowych i wypracowanych modeli. Badacz proponuje następującą hierarchię kategorii:
- tryb: poezja, proza, dramat, piosenka […]
- gatunek: komedia, tragedia […]
- odmiana gatunkowa: opera komiczna, powieść wojenna […]
- typ: ballada, sonet, e-mail […]
- rejestr: korespondencja, liryzm […][53].

## Metafora pojęciowa
Zgodnie z założeniami kognitywizmu nie istnieje rozróżnienie między językiem „przenośnym” a „dosłownym”. Na przykład wyrażenie „wypełniać sobie czas” stanowi ilustrację tej samej podstawowej metafory POJEMNIKA, co wyrażenie „moje serce wypełniło się nadzieją”. Oba wyrażenia są takie same, różni je jedynie stopień konwencjonalizacji w języku. Wszystkie kognitywne teorie języka stawiają metaforę w centrum uwagi. Przypisują jej status podstawowego mechanizmu kierującego procesami naszego rozumienia życiowego doświadczenia. To sposób wyrażenia tego, co złożone i abstrakcyjne przez odwołanie się do rzeczy prostych, bardziej podstawowych i konkretnych. Elementy należące do poszczególnych kategorii nie mają równorzędnego statusu – niektóre są lepszymi przedstawicielami swojej kategorii niż inne. Na metaforyczny obraz takiej kategorii składają się: jej centrum, które stanowią jej najlepsi przedstawiciele (prototypy) oraz rozszerzenia znaczenia centralnego, rozchodzące się promieniście w stronę peryferii. Można mówić o tzw. rozszerzeniu metaforycznym (metaphorical extension) – są to znaczenia usytuowane na peryferiach kategorii, które przez tzw. podobieństwo rodzinne łączą się z ze znaczeniami centralnymi (prototypowymi), zakorzenionymi w elementarnym fizycznym doświadczeniu człowieka. Jednym z podstawowych rozszerzeń jest rozszerzenie z przestrzeni fizycznej do przestrzeni mentalnych, gdzie są usytuowane byty pojęciowe. Na przykład:
- Teren łagodnie spadał ku rzece.
- Nagle spadła wartość wszystkich akcji.
- Spadł z piedestału, kiedy zmienił się układ sił w parlamencie.

Korzenie metafory tkwią w ludzkim doświadczeniu, które jest uwarunkowane kulturowo, stąd i sama metafora jest uwarunkowana kulturowo i wytwarza problemy w przekładzie, który już z definicji jest procesem międzykulturowym. Wiąże się ona z konkretnym systemem wartości i jest bardzo blisko związana z postrzeganiem zmysłowym.
Kognitywizm wprowadza rozróżnienie między metaforami podstawowymi (conceptual metaphors) a metaforami obrazowymi (image metaphors) – pierwsze polegają na odwzorowaniu jednej struktury pojęciowej na drugą, drugie zaś na konfrontacji dwóch konkretnych obrazów. Metafory obrazowe, zdaniem Tabakowskiej, cieszą się złą sławą trudnych do pokonania przeszkód w przekładzie, ponieważ z reguły występują tylko w tej kulturze, w której powstały i uwarunkowane są właściwymi jej czynnikami społecznymi, historycznymi czy środowiskowymi.
Większość tradycyjnych analiz metafory to analizy taksonomiczne, ustanawiające skale, na których jednym końcem są metafory „martwe”, a drugim „oryginalne”, „twórcze”. Pomiędzy nimi występuje szerokie spektrum kategorii pośrednich, które różni autorzy określają na różne sposoby, np. „wytarte”, „podręczne”, „świeże” (Newmark), „standardowe”, „wyblakłe” (Bolinger). Metafory „martwe” to podstawowe metafory pojęciowe: nie są one tworami poetyckimi, lecz bezpośrednim rezultatem rozszerzenia znaczenia i stanowią wspólną własność wszystkich użytkowników języka. Ich użycie jest nieświadome, konwencjonalne, automatyczne i niezauważalne. Z kolei metafory „twórcze” nie mają jeszcze charakteru konwencjonalnego.
Tabakowska wskazała, że przekładalność metafor między językami jest z natury względna. Pisała: „zarówno możliwość adekwatnego oddania oryginalnej metafory w innym języku, jak i wybór dokonany przez tłumacza w dużej mierze zależą od budowy i funkcji metafory w danym tekście”.
„Kognitywiści ujmują proces metaforyzacji jako odwzorowanie cech jednej przestrzeni lub domeny w drugiej”. Tworzenie metafory „[…] polega na strukturyzacji lub restrukturyzacji domeny docelowej za pomocą cech przeniesionych z domeny źródłowej/bazowej”.
Przykład P. Stockwella – możliwości realizacji metafory MÓZG TO MIASTO:
- porównanie, analogia: Mózg jest jak miasto. Jego najstarsze sektory otacza późniejsza rozbudowa,
- konstrukcje z orzeczeniem imiennym: Mózg jest miastem,
- apozycja: Mózg, owo rojne miasto,
- wyrazy złożone: Mind-scape – myślobraz,
- metafora gramatyczna: Miasto śpi.

### Przykład
Analogia metaforyczna w Annie Kareninie.
Tołstoja uważa się powszechnie za metonimicznego realistę. Dotychczasowe badania nie poświęcały uwagi analogii metaforycznej jako spójnej strategii pojęciowej w powieści. Metafora w ujęciu kognitywnym:
- jest cechą codziennego poznania,
- pełni funkcję ekspresywną: przywołuje uczucia i emocje związane z codziennym doświadczeniem,
- może być użyta do stworzenia ramy konceptualnej, która wpływa na nasz sposób myślenia o określonym zjawisku.

Tołstoj profiluje analogię jako uprzywilejowany sposób myślenia o świecie, a kognitywny opis metafory dostarcza środków do zbadania tego zagadnienia. Na przykład:
- „- no to chodźmy do gabinetu – rzekł Stiepan Arkadjicz, a widząc, jak bardzo przy swym gwałtownym i ambitnym usposobieniu przyjaciel jego jest nieśmiały, chwycił go za rękę i pociągnął za sobą, jakby przeprowadzając go przez niebezpieczeństwa”.
- „Spędzając ów wieczór z narzeczoną u Dolly, Lewin był specjalnie wesół i tłumacząc się Obłońskiemu z podniecenia, w jakim się znalazł, oświadczył, że cieszy się jak pies, którego uczono skakać przez obręcz i który pojąwszy wreszcie i dokonawszy tego, czego od niego żądano, skomli, macha ogonem i wskakuje z radości na okna i stoły”.
- „Uczucie pokrewne temu, jakiego doznawała przed kąpielą, gdy miała wejść do wody, ogarnęło ją i przeżegnała się”.

W powieści jest około 680 takich analogii. Można wyodrębnić:
- standardowe analogie metaforyczne wprowadzone za pomocą spójnika „jak”,
- analogie przywoływane przez pamięć,
- analogie zakotwiczone w percepcji wizualnej: „wydawało się”,
- analogie, które są hipotetycznymi czy spontanicznymi sądami, wprowadzonymi przez „tak jakby”,
- metafory uczuciowe.

Rozmieszczenie tych analogii w tekście nie jest równomierne. Wykazują tendencje do grupowania się w tematycznie kluczowych rozdziałach lub tych opisujących dramatyczne momenty z życia bohaterów. Na przykład: rozdział opisujący spotkanie Lewina z Kitty na lodowisku zawiera 10 analogii metaforycznych; jeden z rozdziałów poświęconych balowi ma ich 9; scena, gdy Anna znajduje się na łożu śmierci, cechuje się trzema analogiami metaforycznymi.
Nie wszystkie analogie pochodzą od narratora. Budują je także sami bohaterowie, niektórzy czynią to częściej niż inni. To, jak bohaterowie mówią i co myślą, staje się jeszcze wyraźniejsze w przypadku monologów wewnętrznych, co stanowi znak rozpoznawczy Tołstoja. Np.: prawie wszystkie analogie Anny odnoszą się do wąskiego zbioru motywów symbolicznych w powieści: głód, przywiązanie, rozdarcie, osądzenie i wyklęcie, upadek, marzenie, ciężar, podstęp. Analogie Lewina są bardziej intelektualne.
Analogie stają się ważnym elementem stylistycznym, np.:
- „Całkiem niepostrzeżenie, nawet nie spojrzawszy na nich, lecz w taki sposób, jakby innego miejsca w ogóle nie było, Stwia posadził Lewina obok Kitty”.
- „Nagle skuliła się, przycichła ze strachu, jakby oczekując uderzenia, i jak w obronie podniosła do twarzy obie ręce. Spostrzegła męża”.

W obu przykładach analogia wprowadza niepotrzebne szczegóły, ale mimo to jest stylistycznym centrum każdego fragmentu. Dzięki nim każdy fragment nabiera Tołstojowskiego charakteru. Analogie perspektywizują narrację i zmieniają prosty ciąg zdarzeń w naturalniejszą, bardziej dynamiczną i malowniczą scenę. Tak, jakby czytelnik rzeczywiście widział, co się dzieje.
Kognitywny opis metafory pozwala traktować Tołstoja jako pisarza realizmu metonimicznego i podkreśla jego systematyczne i spójne użycie analogii w powieści.

## Deiksa
Deiksa (grec. deiksis – okazywanie) – zdolność języka do zakotwiczania sensu w kontekście.
Centrum deiktyczne – opierają się na nim prototypowe kategorie deiktyczne w mowie. Można ją jednak rozszerzyć na język pisany i wykorzystać w sytuacjach literackich lub fikcyjnych.
- Kategorie deiksy dostosowane do kontekstu literackiego:
  - percepcyjna – wyrażania odnoszące się do postrzegania uczestników tekstu; zaimki osobowe, przedimki określone i referencja, stany umysłowe;
  - przestrzenna – wyrażenia, które lokują centrum deiktyczne w jakimś miejscu; zaimki przysłowne, przysłówki np. tu, tam), okoliczniki miejsca, zaimki wskazujące, czasowniki ruchu;
  - czasowa – wyrażenia, które lokują centrum deiktyczne w czasie; przysłówki (np. dzisiaj, wczoraj), okoliczniki czasu (np. za mojej młodości), czas gramatyczny i aspekt czasowników;
  - relacyjna – wyrażenia, które kodują perspektywę społeczną oraz względne położenie autorów, narratorów, postaci, czytelników;
  - tekstowa – wyrażenia, które wysuwają na plan pierwszy tekstualność, w tym wskazówki jak tytuły rozdziałów, podział na akapity, nawiązania do samego tekstu itd.;
  - kompozycyjna – aspekty tekstu ujawniające typ gatunkowy lub konwencje literackie dostępne czytelnikom[64].

### Schemat roli w procesie czytania[65]
- Autor to podmiot czynności twórczych, rekonstruowany przez czytelnika na podstawie zachowanych tekstów i przekazów historycznych[66].
- Czytelnik wirtualny – taki, do którego utwór jest skierowany[63].
- Czytelnik idealny (modelowy, świadomy, superczytelnik) – reprezentuje różne możliwości odczytania powieści[63].
- Teoria przesunięcia deiktycznego (TPD):

„TPD ogranicza się głównie do prototypowej sytuacji deiktycznej, obejmującej egocentryczną osobę, miejsce i czas”. Modeluje wyobrażenie czytelnika „wnikającego” w tekst literacki, który obejmuje stanowisko poznawcze w wykreowanym świecie utworu. Zdolność ta jest przesunięciem deiktycznym, pozwalając w ten sposób czytelnikowi rozumieć projektowane wyrażenia deiktyczne względem przesuniętego centrum.
Przesunięcia deiktyczne – „w górę” oraz „w dół” wirtualnych poziomów pól deiktycznych. Na przykład: powieść zaczyna się od pola deiktycznego skoncentrowanego na narratorze, może przesunąć centrum „w dół” do wcześniejszego momentu w życiu narratora (wymiar czasowy). Inne przesunięcia: retrospekcje, sny, opowiadane historie, cytowane listy itd.
- Środki stylistyczne towarzyszące przesunięciom deiktycznym:
  - przesunięte percepcyjne – występuje tam, gdzie „głosy” (poetyckie i literackie) wprowadzane są za pośrednictwem struktury przedstawiającej, przy użyciu fraz nominalnych (są to np. imiona własne);
  - przesunięcie przestrzenne – wywołane przez orzeczenia określające ruch, np. „Hannibal przeszedł przez Alpy”; przesuwają ja okoliczniki miejsca z wyrażeniem przyimkowym, zaimki przysłowne wskazujące miejsce (np. tutaj, tam);
  - przesunięcie czasowe – naturalne, zmiana czasu gramatycznego i aspektu przesuwa centrum czasowe; wywołują je okoliczniki czasu z wyrażeniami przyimkowymi (np. w „dawnych wiekach”);
  - przesunięcie relacyjne – tutaj do wyznaczania relacyjnych centrów deiktycznych służą imiona własne, przymiotniki, przysłówki wyrażające wartościowanie, wyrażenia grzecznościowe wskaźniki modalności (np. „być może”);
  - przesunięcie tekstowe – autorska organizacja tekstu: tytuły, numeracja rozdziałów, motta, podział na akapity;
  - przesunięcie kompozycyjne – do tego przesunięcia służą zewnętrzne czynniki prezentacyjne (np. okładka książki); wyznaczają ją wyboru rejestru sygnalizujące konwencję literacką (dedykacja, spis osób dramatu)[68].

### Przykład
Wichrowe Wzgórza Emily Brontë:
Na początku powieści poruszamy się między centrum deiktycznym małej Katarzyny Earnshaw (jej zapiski na marginesach Biblii sprzed ok. 20 lat czyta Lockwood), a centrum Lockwooda. Później następuje zejście na poziom snu zachowujący percepcyjną deiksę bohatera. Po czym wracamy ponownie na wyższy poziom narracji – Lockwood udaje się do Drozdowego Gniazda. Następuje w powieści zmiana poziomu narracji: pojawia się Nelly, która opowiada bohaterowi o Heathcliffie.
To przesunięcie w deiksie ma charakter percepcyjny (Nelly), czasowy (o 20 lat), relacyjny (kodowanie wartości Nelly) i tekstowy.

## Gramatyka kognitywna
Podrozdział ten został opracowany na podstawie prac P. Stockwella i E. Tabakowskiej. Gramatyka kognitywna to zagadnienie o wiele szersze niż przedstawione w tym punkcie. W rzeczywistości obejmuje ono wszystkie pojęcia, o których była już mowa. W tym miejscu przedstawione z perspektywy kognitywnej zostały treści, które tradycyjnie kojarzą się z gramatyką – kategorie podmiotu, agensa, frazy nominalnej itp.

### Ujęcie Elżbiety Tabakowskiej
Elżbieta Tabakowska traktuje gramatykę kognitywną jako obrazowanie. Funkcjonowanie systemów tworzenia wyobrażeń zależy od poszczególnych użytkowników języka, którzy dokonują indywidualnych aktów konstrukcji sceny, tj. konstruują dane treści pojęciowe w szczególny sposób, wybierając sposób symbolizacji poszczególnych konceptualizacji. Różni są ludzie, a więc różne są tworzone przez nich struktury werbalne. Według Langackera wymiary obrazowania to parametry determinujące wszystkie konceptualizacje sceny, sytuacje i konfiguracje. Scena (scene) zawiera pewną liczbę obiektów, które wchodzą ze sobą w różne relacje – temporalne i atemporalne. Wszystkie czynniki, od których zależy sposób konstrukcji sceny przez konceptualizatora (conceptualizer), są ze sobą skorelowane i zależne od zdolności poznawczych ludzkiego umysłu. Najbardziej podstawowa jest umiejętność dokonywania porównań, na której opiera się proces kategoryzacji oraz wykraczanie poza granice kategorii – np. tworzenie metafor.
Tworzenie struktur poznawczych wymaga innych struktur poznawczych: selekcji (selection) oraz umiejętności tworzenia abstrakcji (abstarction), umożliwiającej ustanawianie poziomu schematyczności (schematicity) lub specyfikacji (specificity) poszczególnych struktur poznawczych. Procesy poznawcze różnią się poziomem aktywacji (level of activation): w danym momencie możemy zwracać uwagę na niektóre aspekty naszych doświadczeń. Selekcja należy do podstawowych wymiarów obrazowania. Każde słowo poza tym musi ulec specyfikacji. W zależności od zakresu przywoływanej treści semantycznej rozróżnia się zakres maksymalny (maximal scope) i bezpośredni (immediate scope) struktury semantycznej wyrażenia. Np. pojęcie ŚCIANA przywołuje bezpośrednio pojęcie DOM. W maksymalnym zakresie znajdują się z kolei takie pojęcia jak: ULICA, OSIEDLE czy MIASTO. Poziom abstrakcji z kolei odnosi się do schematów (schema) i ich indywidualnych konkretyzacji. Konkretyzacje nie muszą istnieć w języku jako gotowe jednostki. Abstrakcja jest procesem odwrotnym do uszczegółowienia schematu. Poziom abstrakcji wpływa na obraz przez ustanowienie „poziomu subtelności” (level of delicacy), tj. stopnia uściślenia i specyfikacji powstałego obrazu. Nadmierna specyfikacja podkreśla określoną cechę, niedostateczną ja zaciera, np.:
- Może i mógłbym Panu sprzedać jakieś kamienie.
- Może i mógłbym Panu sprzedać kilka 50-karatowych diamentów[75].

Aspektem obrazowania jest także perspektywa (perspective), czyli usytuowanie obserwatora w stosunku do obserwowanej sceny. Głównym aspektem perspektywy jest punkt widzenia (vantage point). Orientacja (orientation) z kolei łączy się z ukierunkowaniem (directionality), które prototypowo odnosi się do kierunku ruchu w przestrzeni. Przesunięcie w przestrzeni umysłowej polega na przyjęciu przez mówiącego punktu widzenia odbiorcy wypowiedzi. Przeniesienie to musi być jednak odpowiednio umotywowane. Ostatnim składnikiem perspektywy jest upodmiotowienie (subjectification) – gdy mówiący pełni wyłącznie rolę obserwatora. Uprzedmiotowienie jest wtedy, gdy podmiot konceptualizacji staje się równocześnie przedmiotem obserwacji, np.
- Jak się dziś czujemy? (mówi lekarz do pacjenta)
- Daj żonce całusa. (mówi żona do męża)

### Ujęcie Petera Stockwella[76]
Omówienie:
Prototypowy podmiot jest w zdaniu agensem raczej niż patiensem (jeśli ten staje się podmiotem, np. w stronie biernej – jest to wybór nacechowany).
Przykłady:
- podmiot jest agensem

I met a traveller from an antique land./ [Ja] zostałem spotkany przez podróżnika.
- podmiot jest agensem i „słuchaczem”

A traveler from an antique land met me. / Spotkał mnie podróżnik ze starożytnej ziemi.
- podmiot nie jest agensem, ale jest „mówiącym”

I was met by traveller. / Ja zostałem spotkany przez podróżnika.
- podmiot nie jest agensem, ale jest „słuchaczem”, który zajmuje niższą pozycję na skali empatii

A traveller was met by me. / Podróżnik został spotkany przeze mnie.
- przedmiot fizyczny zajmujący niską pozycję na skali empatii

An antique land encountered me. / Spotkała mnie starożytna ziemia.
- podmiot konkretny nieokreślony

A traveller is in an antique land. / Na starożytnej ziemi jest podróżnik.
- podmiot niekonkretny nieokreślony

Travellers are in an antique land. / Na starożytnej ziemi są podróżnicy.
- dziwny układ figura-tło

An antique land formed the face of the traveller. / Oblicze podróżnika utworzyła starożytna ziemia.
- łańcuchy działania

Omówienie:
- w drugiej kolumnie mamy frazy nominalne, które przyjmują najbardziej typowe role” agens (aktywny uczestnik zdarzenia, przekazuje energię w możliwych do uogólnienia sytuacjach), patiens (odbiera energię);
- narzędzie – uczestnik wykorzystany przez agensa
- doznającym uczestnikiem jest ten, w którym zachodzą jakieś mentalne procesy (myślenie, uczucia);
- poruszający się czytelnik to taki, który przemieszcza się fizycznie;
- rola uczestnika wynosi zero, kiedy nic on nie robi, nie następuje więc przepływ energii
- absolutem nazywamy uczestnika, który nie ulega w predykacji żadnej zmianie;
- uczestnik jest tematem, kiedy zdarzenia zachodzą autonomiczne (relacja z agensem, patiensem, doznającym/poruszającym się zostaje wyrażona czasownikowo).

W językoznawstwie kognitywnym predykacje są postrzegane jako łańcuchy działania.
„W zdaniu w stronie czynnej agens pełni funkcję ogniwa wyjściowego, takiego łańcucha, który prowadzi przez szereg etapów, być może obejmujących narzędzie, aby dotrzeć do ogniwa końcowego – patiensa”.
W przykładzie:
„Alicja posłała łóżko” – mamy agensa (Alicja) i patiensa (łóżko).
Natomiast w: „Alicja jest pod łóżkiem” – „Alicja” odgrywa rolę zerową, a „łóżko” nie jest uczestnikiem (raczej częścią scenerii).
Sposoby skanowania:
- holistyczne (typowe dla przetwarzania form rzeczownikowych),
- sekwencyjne (typowe dla obserwowania zdarzeń i konfiguracji).

„Schemat ukazuje nakładanie się kategorii w wypadku wyrażeń przyimkowych ([…] gramatyka kognitywna nie polega na etykietowaniu składników języka, lecz jest próbą uchwycenia procesów, które zachodzą podczas odczytywania elementów- językowych)”.
Omówienie:
Elementy statyczne są skanowane holistycznie jako obiekty, a aktywne procesy – sekwencyjnie.

#### Przykład[83]
Omówienie:
Układ graficzny – przypomina skrzydła.
Każda ze stron obejmuje podobny zestaw łańcuchów działania.
Bóg – agens, który inicjuje wiersz, a człowiek/ludzkość jest patiensem (man). Zaś malejący uczestnik w 2 strofie to „ja” liryczne – obaj odgrywają bierną rolę jako tematy w procesie. Czasownik became („stał się”) wskazuje na proces, w którym uczestnicy ulegają przemianie – w ten sposób wtapiają się w łańcuch działania. Zmienia się ukierunkowanie łańcucha – zamiast trajektowów zapadających się, pojawiają się wznoszące się – tryb rozkazujący let me („pozwól mi”).
Ostatnie wersy obu strof wyrażają łańcuchy działania inne niż w reszta utworu. Zakotwiczone procesy (pozornie równoznacznie, ale analiza ról semantycznych ukazuje ich odmienność): further – „posunie dalej”, advance – „pchnie naprzód” są usytuowane w przyszłości za pośrednictwem modalnego shall (modalizuje nie tylko niepewność, ale też zdecydowanie). „Pierwszoplanowość osiąga się przez złączenie z Bogiem”, a nie przez mniej lub bardziej bierną postawę odbiorcy”.

## Świat dyskursu i przestrzenie mentalne
Poetyka kognitywna pomaga zrozumieć, jak czytelnik tworzy i odbiera kontekst, kiedy obcuje z literaturą.

### Możliwe światy i światy dyskursu
Zbliżenie alternatywnych światów dyskursu do realnego świata zależy według Petera Stockwella od dostępności jego warunków. Wymienia wymiary tego zjawiska: dostępność obiektów (np. czy właściwości obiektów w dwóch światach), dostępność czasu (historia i teraźniejszość), dostępność natury (naturalne prawa), dostępność języka (język, reguły językowe).

### Przestrzenie mentalne
Przestrzeń mentalna – obszar w przestrzeni pojęciowej zawierający pewien zestaw informacji. Przestrzenie mentalne budowane są w oparciu o językowe, pragmatyczne i kulturowe strategie gromadzenia wiedzy. Przestrzenie mentalne powstają na bieżąco, w trakcie mówienia lub myślenia i są wykorzystywane na potrzeby konkretnego, jednorazowego dyskursu, aby stworzyć jego określone znaczenie. W powstawaniu amalgamatu biorą udział co najmniej 4 przestrzenie:
- co najmniej dwie wyjściowe,
- co najmniej jedna generyczna, w której zawarte jest to, co wspólne przestrzeniom wyjściowym,
- przestrzeń amalgamatu, która zawiera wybrane elementy z przestrzeni wyjściowych[88].

### Przykład
Głos w sprawie pornografii, Wisława Szymborska
Nie ma rozpusty gorszej niż myślenie.
Pleni się ta swawola jak wiatropylny chwast
na grządce wytyczonej pod stokrotki.
Dla takich, którzy myślą, święte nie jest nic.
Zuchwałe nazywanie rzeczy po imieniu,
rozwiązłe analizy, wszeteczne syntezy,
pogoń za nagim faktem dzika i hulaszcza,
lubieżne obmacywanie drażliwych tematów,
tarło poglądów – w to im właśnie graj.
W dzień jasny albo pod osłoną nocy
łączą się w pary, trójkąty i koła.
Dowolna jest tu płeć i wiek partnerów.
Oczy im błyszczą, policzki pałają.
Przyjaciel wykoleja przyjaciela.
Wyrodne córki deprawują ojca.
Brat młodszą siostrę stręczy do nierządu.
Inne im w smak owoce
z zakazanego drzewa wiadomości
niż różowe pośladki z pism ilustrowanych,
cała ta prostoduszna w gruncie pornografia.
Książki, które ich bawią, nie mają obrazków.
Jedyna rozmaitość to specjalne zdania
paznokciem zakreślone albo kredką.
Zgroza, w jakich pozycjach,
z jak wyuzdaną prostotą
umysłowi udaje się zapłodnić umysł!
Nie zna takich pozycji nawet Kamasutra.
W czasie tych schadzek parzy się ledwie herbata.
Ludzie siedzą na krzesłach, poruszają ustami.
Nogę na nogę każdy sam sobie zakłada.
Jedna stopa w ten sposób dotyka podłogi,
druga swobodnie kiwa się w powietrzu.
Czasem tylko ktoś wstanie,
zbliży się do okna
i przez szparę w firankach
podgląda ulicę.
Marek Kosiński w artykule zamieszczonym w tomie Amalgamaty kognitywne w sztuce, podjął się próby zastosowania narzędzi teorii integracji pojęciowej do opisu procesu wyłaniania się nowej struktury w tekście poetyckim. Analizie poddał wiersz Wisławy Szymborskiej pt. Głos w sprawie pornografii (tom Ludzie na moście z 1986 roku). Autor zwraca uwagę na stosowaną przez poetkę metodę organizacji tekstu, która polega na podporządkowaniu całej metaforyki jednej formującej ją konstrukcji pojęciowej (na co uwagę zwracali także badacze twórczości Szymborskiej): „Podstawą opisywanej przez badaczy metafory „pornograficznej” jest bowiem operacja mentalna polegająca na integracji dwóch przestrzeni wyjściowych: MYŚLENIA i ROZPUSTY. Przeprowadzonemu poniżej opisowi owej operacji towarzyszyć będzie pod-kreślenie różnic pomiędzy metaforą pojęciową a amalgamatem, zgodnie z propozycjami A. Libury.”
Analiza:
- pierwszy wers:
  - określa dwie przestrzenie wyjściowe i wartościuje je (myślenie – pozytywna konotacja – zostaje porównane z ujemną aksjologicznie rozpustą);
- Drugi i trzeci wers:
  - autorka antycypuje zasady rozwoju amalgamatu myślenia i rozpusty; sposób gry przeciwstawnymi aksjologicznie pojęciami w metaforze „ogrodniczej”: Pleni się ta swawola jak wiatropylny chwast / na grządce wytyczonej pod stokrotki;
  - reinterpretacja schematu polega na odwołaniu się do dwóch ram kognitywnych, zmieniających wartościowanie trajektora. „Pierwszą z nich jest rama myślenia, przeniesiona z pierwszego wersu, gdzie została ustalona ekwiwalencja myślenie = rozpusta. Zostaje ona wprowadzona do metafory „ogrodniczej” za pomocą zaimka wskazującego (ta swawola)”.
  - konflikt tych dwóch schematów – pierwszy należy do poziomu konstruowanego nadawcy, drugi – do poziomu autora i czytelnika, stanowi podstawowy mechanizm ironii poetyckiej.

M. Kosiński pisze, że podczas tworzenia amalgamatu ważne jest „skonstruowanie sieci relacji pomiędzy obydwiema przestrzeniami wyjściowymi, których abstrakcyjne odwzorowanie tworzy tak zwaną przestrzeń generyczną, umożliwiającą i jednocześnie w pewnym sensie determinującą stopienie pojęć”. Aby zrozumieć pojęcie pojawiające się w tym tekście, a także cały tekst wymagane jest odwołanie się do ram kognitywnych oraz modeli kulturowych.
Według Kosińskiego w wierszu Szymborskiej nieprzypadkowe jest stopienie pojęcia MYŚLENIA z pojęciem ROZPUSTY, „nie zaś z wymienioną w tytule pornografią”. Wyjaśnia, że „metafora ta zostaje twórczo wykorzystana przez poetkę i przemodelowana przy użyciu struktury przestrzeni myślenia”. Stała się w ten sposób podstawą amalgamatu. W utworze utworzyły się relacje między domenami AGENSA owych czynności (myślenie, rozpusta): w przestrzeni wyjściowej rozwiązłych aktów seksualnych – kochankowie, w drugiej zaś – tacy, którzy myślą. Kosiński zaznacza, że „w celu zachowania koherencji pomiędzy obydwiema przestrzeniami konieczne jest uaktywnienie dodatkowej ramy kognitywnej – myślenie, w którym bierze udział więcej niż jedna osoba, zaś jego uczestnicy komunikują się, to dyskusja”.
M. Kosiński zauważa ponadto, że uaktywnianie struktury są wykorzystywane w amalgamacie selektywnie. Zauważa także, że w tym amalgamacie przeważają kompresje relacji zewnętrznych w wewnętrzne.
Teoria światów dyskursu polega na „interpretowaniu poznawczego śledzenia bytów, relacji i procesów jako przestrzeni mentalnej”. Peter Stockwell wymienia cztery podstawowe przestrzenie mentalne:
- czasowe – przestrzeń teraźniejsza lub przemieszczenie w przeszłość/przyszłość,
- przestrzenne – przestrzenie geograficzne,
- domeny – obszar aktywności (np. praca, rozrywka itd.),
- hipotetyczne – warunkowe sytuacje, hipotetyczne możliwości, plany i przypuszczenia[91].

Przykład:
| Peter nie umie latać. | Sądzi,         | że umie latać, | ale się myli. |
| baza                  | punkt widzenia | centrum uwagi  | baza          |

- Baza – „punkt wyjścia do budowy przestrzeni”.
- Centrum uwagi – „przestrzeń, która ulega wewnętrznej strukturalizacji w procesie pojmowania dyskursu”.
- Punkt widzenia – przestrzeń, która daje dostęp do innych przestrzeni[92].

## Światy tekstu
Językoznawstwo kognitywne może przyczynić się do racjonalizacji trudnego do zdefiniowania „pierwiastka ludzkiego”, w którym badacze literatury zawsze upatrywali istotę tekstów literackich.
W kognitywizmie bardzo ważne jest pojęcie interpretacji. Język odzwierciedla subiektywną, antropocentryczną interpretację rzeczywistości, wynikającą z naszych fizycznych możliwości i uzależnień, całościowej relacji do świata. Odbite w języku sposoby kategoryzacji, stereotypy, sposoby opisu rozmaitych obiektów wynikają przede wszystkim z zasad ekonomii funkcjonowania, stanowią próbę porządkowania. Język jest kopalnią wiedzy o kulturze, nie tylko o jej materialnych i niematerialnych elementach, ale także o ogólniejszych zasadach myślenia, działania, porządkowania świata właściwych danej społeczności, grupie, środowisku, pokoleniu. Opis kognitywny staje się więc w ten sposób opisem antropologicznym.
Jednym z podstawowych pojęć kognitywizmu jest interpretacja. Jerzy Bartmiński pisze: „Słowa nie odwzorowują rzeczy „fotograficznie”, lecz raczej „portretują” mentalnie. Termin „interpretacja” zachowuje równowagę pomiędzy epistemologicznym obiektywizmem (świat istnieje i jest realnie poznawalny) a subiektywizmem (świat jest percypowany przez człowieka w sposób swoisty), podkreśla zarazem aktywność ludzkiego poznania i języka w stosunku do świata”.

### Światy tekstu i ich uczestnicy
Świat dyskursu angażuje uczestników (pisarza i czytelnika). Do elementów tego świata należą m.in. postrzeżenia aktualnej sytuacji, przekonania, wspomnienia, nadzieje, zamiary. Nie używa się jednak wszystkich informacji, tylko wybranych – wspólny grunt. Składniki kontekstu ulegają inkrementowaniu do wspólnego gruntu.
„Mechanizmem poznawczym, który umożliwia rozumienie, jest świat tekstu”. Tekstem posługują się uczestnicy danego dyskursu po to, aby budować świat tekstu składający się z elementów generujących świat i sądów stymulujących funkcje.
Generatory świata według P. Stockwella: czas, lokalizacja, postaci, obiekty.

### Podświaty
„Teoria światów tekstu obejmuje trzy warstwy: świat dyskursu, świat tekstu oraz podświat”.
- Typy podświatów:
  - deiktyczne (wynikają z retrospekcji, odnoszenia się do przyszłości i innych odstępstw od aktualnej sytuacji),
  - nastawienia (związane są z pragnieniami, przekonaniami, zamiarami – światy pragnień, światy przekonań i światy zamiarów),
  - epistemiczne („pomagają teorii światów tekstu uporać się z wymiarem możliwości i prawdopodobieństwa”)[100].

Proces polegający na przechodzenia z jednego świata do drugiego nazywamy przełączaniem.

## Przykłady holistycznej analizy tekstów z perspektywy kognitywnej

### Czesław Miłosz,Turner
- metafory, przyimki i szyk zdań tworzą semantyczną relację przestrzenną,
- czas teraźniejszy, zaimek wskazujący „tu”- sfera podmiotowego „ja-tu-teraz” (czasoprzestrzeń),
- rzeczowniki odsłowne (bielenie, wznoszenie się, zniżanie) – pozorny ruch, naoczność, „stawanie się” krajobrazu,
- „bycie widzianym jako…” i „pozostawionym na zawsze” – centralny problem wiersza,
- unikanie zaimka „ja” oraz osobowej formy czasownika przy jednoczesnej dominacji podmiotu,
- „gramatyka przestrzeni”: zaletą kognitywizmu jest umiejętność godzenia sprzecznych na pozór perspektyw, która bazuje na wnikliwych obserwacjach codziennej praktyki językowej i potocznych intuicjach. Właśnie w trakcie takich obserwacji ujawnia się zarówno plastyczność naszej percepcji, jak i semantyczna „pojemność” języka. Tak więc propozycje kognitywizmu są czymś w rodzaju modeli operacyjnych, wynikłych nie ze spekulacji, ale z funkcjonalnej analizy wypowiedzi[102];
- „przestrzeń mentalna”: wyrażona w języku – intelektualna umiejętność obejmowania kilku odmiennych zjawisk z różnych czasów i przestrzeni pozwala nam zachować ciągłość i jednocześnie heterogeniczność naszego doświadczenia, przekraczać granicę między tym, co wewnętrzne, a tym, co zewnętrzne, a także łączyć porządek syntagmatyczny z paradygmatycznym (gramatykę i tropikę)[103];
  - przestrzenie w wierszu wchodzą w dialog,
  - przestrzenie wypowiadania i obiektu wypowiedzi,
  - przypis do wiersza (pozornie neutralna informacja) – współczesność i dystans,
  - perspektywa odległa, wertykalna – opozycje: wysoko/nisko, tam/tu;
- „język w działaniu” – język literacki wykorzystuje i syntetyzuje język potoczny
- zmienne relacje ważności między obiektami – główny przedmiot postrzegania (trajektor) i figura poboczna (landmark) – nieustannie się zmieniają i zamieniają: zarówno zmienne relacje między poszczególnymi figurami (trajektor/landmark), jak i różnice w perspektywie oglądu oraz formach słownikowych czy gramatycznych dają się wyjaśnić tą, by tak rzec, informacyjną strategią tekstu[104];
- przerzutnie – następstwo i waga figur,
- słowo chateau w wierszu to profil wobec bazy, którą jest polski tekst,
- fokalizacja („ogniskowanie”) – skupianie uwagi przez centrum (ognisko percepcji); „konceptualizator”: autor tekstu świadomie lub nieświadomie używa „zmiennej ogniskowej” (budując zdania o różnym szyku, dynamice, doborze scen czy przestrzeni mentalnych) – w efekcie sugeruje określoną konceptualizację. Dlatego też i „konceptualizatora” można określić jako funkcję tekstu. Pojęcie to stanowić może zatem jeszcze jedno ogniwo łączące badania kognitywne i poetykę (wraz ze stylistyką), a także współczesną „krytykę czytelniczego rezonansu” i teorię komunikacji językowej[105].

### Julian Przyboś,Notre-Dame
- wiersz-katedra/kontr-katedra,
- forma językowa ściśle związana z wyobraźnią: wyjątkowe współdziałanie języka i wyobraźni w tym poetyckim tekście zachęca do podjęcia badań kognitywnych nad Notre-Dame, a więc do analizy związków, jakie zachodzą między budową poszczególnych fraz, zdań i wersów, a kolejnymi obrazami i przestrzenią przedstawioną. Właśnie językoznawstwo kognitywne może wspomóc tutaj literaturoznawcze poszukiwania, gdyż zajmuje się sposobem, w jaki używamy konkretnych wyrażeń językowych do przedstawiania skomplikowanych symbolicznych relacji w otaczającym nas świecie (włączając weń sferę naszej wyobraźni, psychiki oraz intelektu)[106];
- „metafory składniowe” – schematy powiązanych składni z obrazem i wyobraźnią,
- „przestrzeń” – pierwszoplanowa figura semantyczna (trajektor); „milion złożonych palców” – figura dopełniająca (landmark),
- brak osobowego podmiotu,
- „podwójna synekdocha” – pomniejszenie człowieka, powiększenie katedry,
- zestawy współbrzmień oraz konglomeraty metaforycznie zestawione pojęcia: „modlitwy – iglicy”, „przestrzeń – Wnętrze – przerażenie”,
- wtórna funkcjonalizacja elementów gramatycznych – są one na nowo definiowane zgodnie z nadanym znaczeniem, a nie tradycyjnym porządkowaniem składniowym[107],
- figura etymologiczna „z ostrołuku/trafić” – połączenie świadomości wzrokowej i językowej,
- widać w tej scenie wyraźnie pracę języka: od narastającego ilościowo zdania, w którym jest mowa o szybowaniu głazów (najdłuższy, 19-sylabowy wers), przez trójdzielność kolejnej linijki (aż je, nie skończone, nagły zawrót), hypallage (nie skończone są tutaj głazy), przerzutnię podkreślającą zawrót, po całkowicie zaskakujący obraz wież jako urwanych den[108],
- struktura retoryczna wiersza przypomina rozprawę: najpierw wyłuszczone są okoliczności (przestrzeń katedry i przesłanki „Wiem…”), w kolejnej całostce-dwuwersie zawarte jest pytanie, które jest hipotezą, następnie mamy dwie cząstki działające niby argumenty, a całość wieńczy „potwierdzenie” hipotezy. Przy czym daje się zauważyć pewna zależność między budową utworu, wspomnianą strukturą retoryczną, a zaznaczeniem tego, co jest tłem, a co profilem: zarówno „hipoteza”, jak i końcowy „wniosek” zostają uwypuklone jako semantyczne figury poprzez graficzne odstępy i opisowy charakter „tła”. Cisza między „argumentami” może się wiązać nie tylko z akcją „optyczną” (tj. przenoszeniem wzroku na szczyt sklepienia), ale także z próbą pokonania („trefienia z gotyckiego łuku”) własnej woli. I to może być moment decydujący o „optycznym” i aksjologicznym zamieszaniu, które potem następuje – co w konsekwencji prowadzi di ostatniego, wieloznacznego wersu. Tak oto sens, obraz i wrażenie w wierszu – nie dając rozstrzygnięcia – przynoszą świadectwo doświadczenia[109].

### Miron Białoszewski,Obmapywanie, czyli dziennik okrętowy
- pozorna przynależność gatunkowa,
- „autora interesowało przede wszystko to, co niegotowe, co może być najwyżej przedmiotem notatki, hybrydycznego zapisu – jak to nazywał Ryszard Nycz – „codzienna miazga historyczności”, żywa tkanka zdarzeń, jakby domagała się powoływania do istnienia ciągle nowych gatunków, formy niedomkniętej, a także specyficznego stylu”[110],
- językowa wizualizacja – z językowy obraz świata,
- „obmapywanie Europy” – metafora i efekt pojęciowej kompresji – połączenie elementów z różnych obszarów znaczeniowych: zjawisko kompresji (ang. compression) zostało opisane przez G. Fauconniera i M. Tunera jako rozwinięcie teorii amalgamatów, która pokazywała skomplikowany mechanizm przemieszczeń semantycznych, dzięki któremu powstają metaforyczne wyrażenia oraz konstrukcje odwołujące się równocześnie do kilku miejsc, czasów, obszarów aktywności czy przekonań. Amalgamaty są zatem przejawem fenomenu kompresji. Daje się ona obserwować wszędzie tam, gdzie dochodzi do nawarstwienia przestrzeni mentalnych, np. w różnego rodzaju „skrótach myślowych”, które pomijają jakieś etapy bądź źródła kojarzenia[111].

Kompresja jako klucz do twórczości Białoszewskiego:
- - zacieranie granic pomiędzy językiem mówionym a pisanym,
  - zacieranie granic między mówionymi gatunkami codziennymi a zapisem,
  - zacieranie granic między tym, co zobaczone a tym, co wyobrażone,
  - rozchwianie składni i komunikacyjnej spójności,
  - świat jako wiele nakładających się na siebie przestrzeni;
- rzeczownik odczasownikowy – „obmapywanie” (od czasownika niedokonanego – powtarzalność i ciągłość działania),
- „obmapywanie” zbliżone do „obmacywanie” – poznawanie mapy przez dotyk,
- „obmapywanie” zbliżone do „obgadywania” i „obmawiania” – związek z dziennikiem intymnym,
- rzeczowniki odsłowne jak: długie iście ulicami, jeżdżenie, zmoknięcie, wylądowanie – forma przy sporządzaniu planów, tryb notatki, komentarza w didaskaliach, streszczenie działania,
- dyskretne operowanie prozodią (powtarzanie długości zdań, intonemów, liczby zestrojów akcentowych, pauz),
- częsta nieobecność jawnych, gramatycznych powiązań pomiędzy zdaniami (przewaga koherencji nad kohezją),
- wyrażenia eliptyczne – „Według badaczki [Agaty Stankowskiej] elipsa, przez swoją skrótowość, stanowi odwrócenie relacji sens/przedstawienie – na plan pierwszy wysuwa się bowiem przedstawienie, a potencjalny sens tworzy się potem”[112],
- „topikalizacja” – połączenie poznawczych domen; epifrazy – rola poznawcza,
- odwrócenie szyku – perspektywa postrzegania – ze statku: „Przedmiotem językowej ikoniczności, powtórzmy, jest więc w tym przypadku perspektywa postrzegania, a nie postrzegane obiekty”[113],
- konkatenacja w sensie łańcucha skojarzeń, który wiąże ze sobą jednocześnie sytuacje i akapity (kognitywna wiedza o metaforze – z domeny źródłowej elementy przenoszone do docelowej),
- metafora kalejdoskopu – pozwala na scalanie obrazów z dostępnych aktualnie elementów,
- „reżyserowanie obserwacji”[114] – metoda pisarska: zarówno separowanie poszczególnych składników percepcji, posługiwanie się neologizmami, stapianie różnych przestrzeni mentalnych, jak i zmiana aktu wypowiedzi na performatywny są świadectwem pewnej kreacji świata jako rozbłysków, poszczególnych drobnych scen czy widoków, w których ujawnia się sens rzeczywistości[114].

## Krytyka kognitywizmu
Dorota Korwin-Piotrowska podejmuje krytykę kognitywizmu, szczególnie zaś jego języka, jako mało precyzyjnego i często niedosłownego. Z drugiej strony, bardzo wiele dziedzin czerpie z ustaleń gramatyki kognitywnej, co wskazuje na wysoką przydatność wypracowanej przez nią terminologii.
- Obiekcje Korwin-Piotrowskiej dotyczą w szczególności następujących kwestii:

1. Czy uprawnione jest mówienie o punktach widzenia, oglądzie, ruchu, polu percepcji i przestrzeni w języku, a zwłaszcza w tekście – czy nie jest to nadużywanie analogii między percepcją wzrokową a pojmowaniem?
2. Czy nie ma sprzeczności między tendencją do parametryzacji, ujmowania zjawisk w schematy, modele, wykresy i punkty (tak lubiane np. przez R. W. Langackera i kontynuatorów), a przyjęciem metafory jako najbardziej naturalnej i adekwatnej formy wyrażania, nie mówiąc już o kategoriach rozmytych i prototypach? I odwrotnie – czy zajęcie się metaforą i obrazem jako językowymi sposobami ujmowania zjawisk nie przysłoniło intelektualnego pożytku, który płynie z posługiwania się w opisie ścisłymi kategoriami o wyraźnie zarysowanych granicach?
3. Czy metafory pojęciowe (tj. te, które tkwią u podstaw wielu zleksykalizowanych przenośni i które są kulturowymi „uniwersaliami”) coś rzeczywiście mówią o nas jako żywych ludziach, użytkownikach języka, o naszym sposobie myślenia, czy tylko pozostają w sferze nieaktywnej pamięci językowej (podobnie jak etymologia), więc niewiele mają wspólnego z naszym świadomym pojmowaniem świata? To oznaczałoby, że nie przedstawiają one naszych wyobrażeń, stanowią jedynie rodzaj językowego automatyzmu i tylko sporadycznie ich sens bywa „uruchamiany”.
4. Co naprawdę badamy, analizując językowe konceptualizacje w utworach literackich – tylko semantykę danego tekstu czy sferę czyjejś wyobraźni, czyjąś świadomość językową czy tylko własną, jako badacza, kompetencję językową i konceptualizację?
- Korwin-Piotrowska odpowiada na wszystkie powyższe wątpliwości:

Ad 1.
– język odzwierciedla istnienie człowieka jako ciała w pewnej przestrzeni,
– początki gramatyki kognitywnej (amerykański strukturalizm, generatywizm) – przestrzeń i obraz w języki skutkiem czego było rozwinięcie badań nad językiem,
– analogii pomiędzy wzrokiem a poznaniem sprzyjają określenia: punkt widzenia, perspektywa (części zdania to nie tylko składniki, lecz także funkcji, co sprzyja analizie kognitywnej),
– zwrócenie uwagi na to, w jaki sposób poznanie realizuje się w języku.
Ad 2.
– Chciałbym w tym miejscu wyraźnie powiedzieć, iż nigdy nie twierdziłem, że gramatyka nie istnieje. […] Gramatyka istnieje! Istnieją gramatyczne wzorce i struktury, trzeba się ich uczyć, opisywać je itd. Nie twierdzę też, iż gramatyka jest przewidywalna na podstawie znaczenia. […] Znaczenie jest częścią gramatyki! […] przy opisie skonwencjonalizowanych, nie w pełni przewidywalnych wzorców, składających się na gramatykę, to, co należy postulować, to jedynie zespoły struktur symbolicznych […] » symboliczne« ujęcie gramatyki wymaga jednoczesnego opracowania modelu semantyki konceptualnej,
– według kognitywistów i psychologów poznawczych kategorie prototypowe i sieciowe wyróżnia się poza i w odróżnieniu od, a nie zamiast kategorii arystotelesowskich,
– Metafora to sposób na przekraczanie ograniczeń perspektywy konwencjonalnej. Nie widać więc powodu, by nie mogła towarzyszyć postawie obiektywistycznej, naukowej. Wydaje się wręcz, że jest to narzędzie niezastąpione.
Ad 3.
– zastałe i nieświadomie używane metafory stają się widoczne w konfrontacji różnych społeczności, gdy następuje wymiana wyobrażeń (podstawowym przykładem mogą być tłumaczenia),
– porównanie metafory do stereotypu (tak jak socjologowie opisują stereotypy, tak samo językoznawcy kognitywni mechanizmy semantyczne, aby zrozumieć rolę, jaką pełnią w mechanizmach poznawczych człowieka, w pojmowaniu przez niego rzeczywistości).
Ad 4.
– tekst jako doświadczenie znaczenia przez czytającego,
– odbiór jest rekonceptualizacją (oznacza to współpracę ze znaczeniem tekstu, która jest możliwa i istotna tylko dzięki uznaniu w nim (tekście) doświadczenia Innego za ważne i dające się wyrazić),
– każda próba formalizacji stosunku świat przedstawiony/świat rzeczywisty, autor/ podmiot/ odbiorca, tekst literacki/ interpretacja musi prowadzić na teoretyczne manowce,
– na metaforach martwych można dokonywać nowych operacji intelektualnych, wciąż mając dostęp do znaczenia terminu.